# 阿洛伊丝·勒托尔纳
阿洛伊丝·勒托尔纳（英語：Aloïse Retornaz，1994年2月3日—）生于布雷斯特，是一名法国女子帆船运动员，主攻470型。她9岁时开始练习帆船，她最初练习Optimist型，后来有一段时间也练过420型，但最终她选择了470型帆船。她曾在高等电子与数字技术学院布雷斯特校区就读计算机工程专业。